# آدم بن المتوكل
أبو الحسين آدم بن المتوكل ويلقب بلقب بياع اللؤلؤ. هو أحد رواة الحديث عند الشيعة، وهو كوفي.

## أقوال الرجاليين وعلماء الجرح والتعديل
- قال ابن حجر في لسان الميزان ما نصّه: ”ذكره الطوسي في مصنفي الشيعة الإمامية واثنى على حفظه وعلمه انتهى وليس في الفهرست ولا غيره ثناء منه على حفظه وعلمه“.
- قال النجاشي: ”كوفي ثقة روى عن أبي عبد الله عليه السلام. ذكره أصحاب الرجال ان له أصلا رواه عنه جماعة. أخبرنا أحمد بن عبد الواحد حدثنا علي بن حبشي حدثنا حميد عن أحمد بن زيد حدثنا عبيس عنه ..“.
- قال الطوسي في الفهرست: ”آدم بن المتوكل له كتاب رويناه بالاسناد الأول يعني أحمد بن عبدون عن أبي طالب الأنباري عن حميد بن زياد عن القاسم بن إسماعيل القرشي عن أبي محمد عنه“. وذكر محسن الأمين أن جماعة من الرجاليين يستظهرون اتحاد الثاني مع ابن المتوكل وذكروا أن مثله قد وقع من في كتاب الرجال والفهرست كثيراً، وقال معلّقاً: ”يبعده اختلاف السند في الجملة، وفي رجال ابن داود عن النجاشي ورجال أنه مهمل، وليس في الخلاصة وهو يؤيد الإهمال؛ مع أنه موثق في الكتابين وهذا من أغلاط كتاب ابن داود فقد قالوا إن فيه أغلاطاً كثيرة ثم إن الموجود في نسخة الفهرست المطبوعة عن القاسم بن سهل القرشي وفي نسخة مخطوطة مقروءة على الشهيد الثاني القاسم بن إسماعيل القرشي وكذا في رجال الميرزا وغيره فالظاهر أن سهل تصحيف“.[1]

### كتب
- أعيان الشيعة. محسن الأمين، طبع بيروت - لبنان، تاريخ الطبع مفقود، منشورات دار التعارف.

### إشارات مرجعية
1. ↑  
الأمين، محسن. أعيان الشيعة - ج2. ص. 86. مؤرشف من الأصل في 2019-12-07.